# Cucullia strigata
Cucullia strigata är en fjärilsart som beskrevs av William Schaus 1898. Cucullia strigata ingår i släktet Cucullia och familjen nattflyn. Inga underarter finns listade i Catalogue of Life.